# Dichaetura
Dichaetura är ett släkte av bukhårsdjur. Dichaetura ingår i familjen Dichaeturidae.
Kladogram enligt Catalogue of Life:
| Dichaetura | \| \| Dichaetura capricornis \| \| \| \| \| \| Dichaetura piscator \| \| \| \| |
|            | \| \| Dichaetura capricornis \| \| \| \| \| \| Dichaetura piscator \| \| \| \| |
|            | Marinellina                                                                    |
|            |                                                                                |
|            | Dichaetura capricornis                                                         |
|            |                                                                                |
|            | Dichaetura piscator                                                            |
|            |                                                                                |

|  | Dichaetura capricornis |
|  |                        |
|  | Dichaetura piscator    |
|  |                        |